# Miasta w Uzbekistanie
Według danych oficjalnych pochodzących z 2007 roku Uzbekistan posiadał ponad 110 miast o ludności przekraczającej 20 tys. mieszkańców. Stolica kraju Taszkent jako jedyne miasto liczyło ponad milion mieszkańców; 16 miast z ludnością 100÷500 tys.; 19 miast z ludnością 50÷100 tys.; 55 miast z ludnością 25÷50 tys. oraz reszta miast poniżej 25 tys. mieszkańców.

## Największe miasta w Uzbekistanie
Największe miasta w Uzbekistanie według liczebności mieszkańców (stan na 01.01.2007):
| L.p. | Miasto                 | Wilajet         | Liczba ludności |
| ---- | ---------------------- | --------------- | --------------- |
| 1.   | Taszkent (Toshkent)    | miasto Taszkent | 1 959 190       |
| 2.   | Namangan               | namangański     | 446 237         |
| 3.   | Andiżan (Andijon)      | andiżański      | 321 622         |
| 4.   | Samarkanda (Samarqand) | samarkandzki    | 312 863         |
| 5.   | Buchara (Buxoro)       | bucharski       | 249 037         |
| 6.   | Nukus                  | Karakałpacja    | 240 734         |
| 7.   | Karszy (Qarshi)        | kaszkadaryjski  | 231 022         |
| 8.   | Kokand (Qoʻqon)        | fergański       | 187 021         |
| 9.   | Chirchiq               | taszkencki      | 168 396         |
| 10.  | Fergana (Fargʻona)     | fergański       | 161 552         |

## Największe aglomeracje
Największe aglomeracje w Uzbekistanie (stan na 01.01.2007):
1. Taszkent: 3 171 259 mieszkańców
2. Namangan: 621 381 mieszkańców
3. Andiżan: 542 617 mieszkańców
4. Fergana: 513 449 mieszkańców
5. Samarkanda: 489 848 mieszkańców

## Alfabetyczna lista miast w Uzbekistanie
(w nawiasie nazwa oryginalna w języku uzbeckim, czcionką pogrubioną wydzielono miasta powyżej 1 mln)
- Andiżan (Andijon)
- Angren
- Asaka
- Baxt
- Bekobod
- Bektemir
- Beruniy
- Beshariq
- Beshkent
- Boʻka
- Boʻston
- Boysun
- Boʻz
- Buchara (Buxoro)
- Bulungʻur
- Chelak
- Chimboy
- Chinoz
- Chirchiq
- Chiroqchi
- Chiwa (Xiva)
- Chortoq
- Chust
- Dashtobod
- Denov
- Doʻstlik
- Doʻstobod
- Dżyzak (Jizzax)
- Fergana (Fargʻona)
- Gagarin
- Galaosiyo
- Gʻallaorol
- Gʻazalkent
- Gazli
- Gʻijduvon
- Guliston
- Gurlan
- Gʻuzor
- Hamza
- Ishtixon
- Jarqoʻrgʻon
- Jomboy
- Juma
- Karszy (Qarshi)
- Kattaqoʻrgʻon
- Keles
- Kitob
- Kogon
- Kokand (Qoʻqon)
- Koson
- Kosonsoy
- Mangʻit
- Margʻilon
- Marhamat
- Moʻynoq
- Muborak
- Namangan
- Nawoi (Navoiy)
- Nukus
- Nurobod
- Nurota
- Ohangaron
- Olmaliq
- Olot
- Oqqoʻrgʻon
- Oqtosh
- Oxunboboyev
- Parkent
- Paxtakor
- Paxtaobod
- Payariq
- Piskent
- Pitnak
- Pop
- Poytugʻ
- Qamashi
- Qiziltepa
- Qoʻngʻirot
- Qorakoʻl
- Qorasuv
- Qoʻrgʻontepa
- Qorovulbozor
- Qumqoʻrgʻon
- Quva
- Quvasoy
- Rishton
- Romitan
- Samarkanda (Samarqand)
- Shahrisabz
- Shahrixon
- Shargʻun
- Sherobod
- Shirin
- Shofirkon
- Shoʻrchi
- Shovot
- Shumanay
- Syrdaria (Sirdaryo)
- Tallimarjon
- Taszkent (Toshkent)
- Taxiatosh
- Termez (Termiz)
- Toʻraqoʻrgʻon
- Toʻrtkoʻl
- Toʻytepa
- Uchqoʻrgʻon
- Uchquduq
- Urgencz (Urganch)
- Urgut
- Vobkent
- Xalqobod
- Xaqqulobod
- Xoʻjaobod
- Xoʻjayli
- Xonobod
- Yakkabogʻ
- Yangi Nishon
- Yangiobod
- Yangirabot
- Yangiyer
- Yangiyoʻl
- Yaypan
- Zarafshon